# Lurg Mhòr
Der Lurg Mhòr ist ein als Munro und Marilyn eingestufter, 987 m (3.238 ft) hoher Berg in den schottischen Highlands. Sein gälischer Name kann in etwa mit Großer Schenkel übersetzt werden. Er liegt in einer weitgehend unbesiedelten Berglandschaft der Northwest Highlands zwischen Loch Carron und Loch Monar, etwa 60 Kilometer westlich von Inverness.
Gemeinsam mit dem westlich benachbarten, 945 m (3.100 ft) hohen Bidein a’ Choire Sheasgaich bildet der Lurg Mhòr einen länglichen Bergrücken, der sich vom Westende von Loch Monar über etwa neun Kilometer in Ost-West-Richtung erstreckt. Südwestlich liegt der Loch Calavie. Der Lurg Mhòr umfasst den größeren, östlichen Teil des Bergrückens, vom Bidein a’ Choire Sheasgaich ist er durch einen auf 740 m Höhe liegenden Sattel getrennt. Sein teils felsiger und schmaler Gipfelgrat erstreckt sich über fast fünf Kilometer und weist neben dem am Westende gelegenen Hauptgipfel mit dem 974 m (3.196 ft) hohen Meall Mòr einen weiteren Nebengipfel auf. Beide Gipfel sind durch den in diesem Bereich schmalen Grat verbunden. Von beiden führt jeweils ein kurzer Grat nach Süden, ein weiterer Grat nach Süden beginnt westlich des Hauptgipfels, kurz oberhalb des breiten Sattels am Westende des Grats. Nach Süden fällt der Lurg Mhór mit steilen, grasbedeckten Hängen ab, während er auf der Nordseite teils felsig durchsetzte Flanken besitzt.

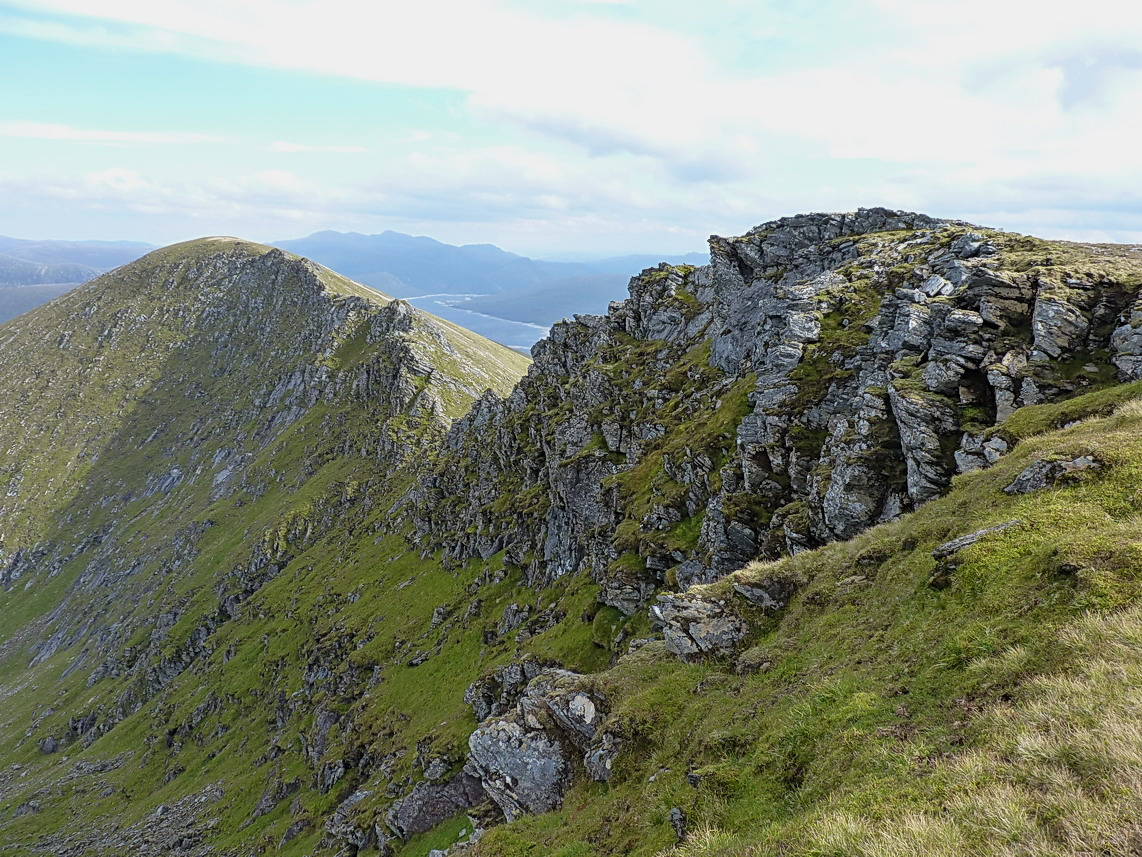
Blick vom Gipfel des Lurg Mhòr über den Gipfelgrat nach Osten zum Meall Mòr, im Hintergrund Loch Monar
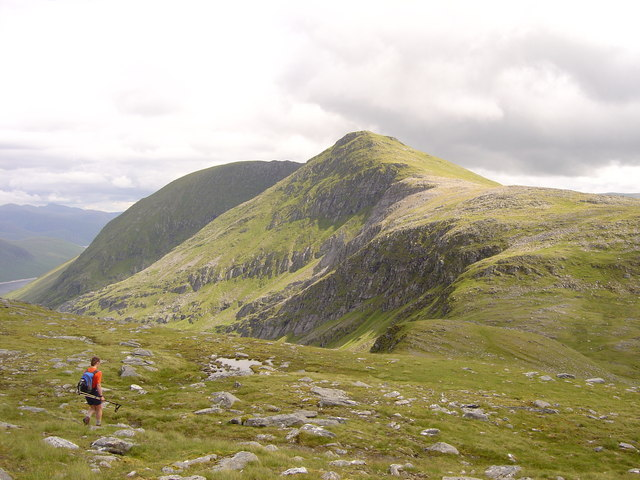
Der Lurg Mhòr vom westlich liegenden Bidein a’ Choire Sheasgaich gesehen, im Vordergrund der breite Verbindungssattel
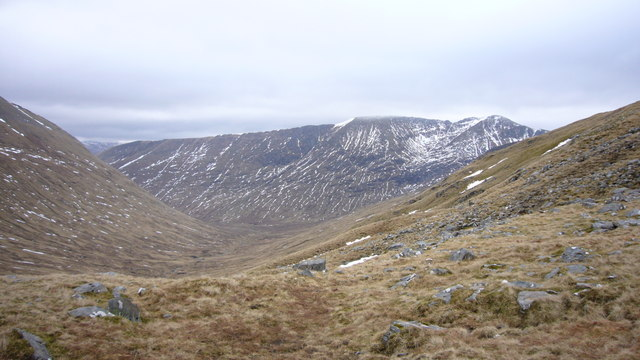
Der Lurg Mhòr von Norden gesehen
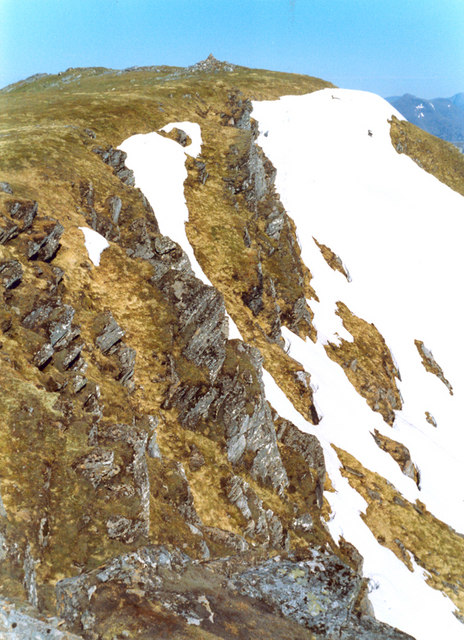
Blick vom Gipfelgrat nach Westen zum durch einen Cairn markierten Hauptgipfel des Lurg Mhòr

Aufgrund der Lage weit abseits von Siedlungen und öffentlichen Straßen zählen der Lurg Mhòr und der Bidein a’ Choire Sheasgaich zu den am schwersten zugänglichen Munros, Munro-Bagger besteigen beide Gipfel meist gemeinsam. Der nächste Ausgangspunkt ist die kleine Ansiedlung Attadale an der A890 zwischen Strathcarron und Stromeferry. Von dort besteht eine Zugangsmöglichkeit über eine Forststraße durch den Attadale Forest zur Bendronaig Lodge, bei der eine Bothy Übernachtungsmöglichkeiten für Wanderer und Bergsteiger bietet. Östlich der Lodge führt der Zustieg zum Lurg Mhór bis zum Westende von Loch Calavie und dann durch das Coire Calavie zum Sattel zwischen den beiden Bergen. Alternativ kann der Sattel auch über den Westgrat und den Gipfel des Bidein a’ Choire Sheasgaich erreicht werden. Vom Sattel aus führt ein kurzer steiler Anstieg entlang des Westgrats zum Gipfel. Eine weitere Zugangsmöglichkeit besteht aus Richtung Norden, Ausgangspunkt ist die kleine Ansiedlung Craig an der A890 zwischen Strathcarron und Achnasheen. Auch hier ist ein sehr langer Zustieg erforderlich. Von Süden und Osten sind Zustiege aufgrund langer Anmarschwege ohne Übernachtung nicht möglich. Südlich des Lurg Mhòr kann die Bothy Maol-bhuidhe dafür genutzt werden. 